# Т0612
Автошля́х Т-06-12 — автомобільний шлях Звягель М06 — Полонне Т 2309 — Старокостянтинів Н03, територіальна дорога місцевого значення в Україні. Довжина — 100,7 км. Проходить північно-західними регіонами України територією Звягельського району Житомирської області, Шепетівського та Хмельницького районів Хмельницької області.
Починається в місті Звягель від автошляху М06 (вулиця Житомирська), в межах міста пролягає вулицями Гетьмана Сагайдачного, та Ярослава Остапчука. Проходить через Баранівку Т 0601. За селищем міського типу Порцелянове залишає Житомирську область та входить у межі Хмельницької області, де проходить через місто Полонне Т 2309 (в межах міста два автошляхи збігаються на відтинку 1,7 км по вулиці Лесі Українки), через село Онацьківці, за яким збігається з автошляхами Н02 та Т 2006 на відтинку 3 км, а потім різко йде ліворуч від них. Далі прямує до міста Старокостянтинів, в межах якого закінчується на перетині з автошляхом Н03.
У 2007 році проїзна частина автошляху Т 0612 в межах міста Звягеля протяжністю 6 км (вулиці Гетьмана Сагайдачного, Ярослава Остапчука) та в межах міста Полонного протяжністю 4,9 км (вулиці Академіка Герасимчука, Юзькова) була передана з власності територіальних громад цих міст у державну власність.
Населені пункти та об'єкти, через які проходить автошлях:
| Маршрут: Т 0612                                                                                        | Маршрут: Т 0612                                 |
| --- | ----------------------------------------------- |
| Житомирська область                                                                                    |                                                 |
| Звягельський район                                                                                     |                                                 |
| Звягель р. Смілка залізничний переїзд (гілка ПЗЗ на м. Житомир)                                        | М06 1,7 км 4,1 км .                             |
| Кикова                                                                                                 | 14,0 км                                         |
| Рогачів                                                                                                | 19,6 км                                         |
| Климентіївка                                                                                           | 26,9 км                                         |
| Вірля                                                                                                  | 28,2 км                                         |
| Баранівка                                                                                              | 33,3 км 37,1 км Т 0601                          |
| Стара Гута р. Видолоч                                                                                  | 38,0 км                                         |
| Марківка р. Тернівка                                                                                   | 42,1 км 42,6 км                                 |
| Глибочок р. Глибочок                                                                                   | 44,0 км 45,5 км                                 |
| Порцелянове                                                                                            | 45,6 км                                         |
| межа Житомирської та Хмельницької областей                                                             | 48,0 км                                         |
| Хмельницька область                                                                                    |                                                 |
| Шепетівський район                                                                                     |                                                 |
| Понінка р. Хомора                                                                                      | 48,3 км 52,1 км                                 |
| Полонне залізничний переїзд (лінія Шепетівка—Бердичів ПЗЗ) сходження автошляхів розходження автошляхів | 55,7 км 58,8 км . 61,3 км Т 2309 63,0 км Т 2309 |
| Новоселиця                                                                                             | 65,5 км                                         |
| Варварівка                                                                                             | 73,4 км                                         |
| Бражинці                                                                                               | 78,6 км                                         |
| Онацьківці                                                                                             | 82,6 км                                         |
| сходження автошляхів розходження автошляхів                                                            | 85,9 км Н02Т 2006 89,0 км Н02Т 2006             |
| Кустівці                                                                                               | 90,0 км                                         |
| Білецьке р. Деревичка                                                                                  | 93,1 км 95,4 км                                 |
| Хмельницький район                                                                                     |                                                 |
| Круча                                                                                                  | 102,0 км                                        |
| Огіївці р. Білуга                                                                                      | 107,0 км 108,0 км                               |
| Старокостянтинів                                                                                       | 116 км 117,0 км Н03                             |